# Ponte della Vittoria (Pisa)
Il ponte della Vittoria è un ponte sull'Arno del comune di Pisa.

## Caratteristiche tecniche
Il ponte della Vittoria è lungo 122,40 metri, ha un'altezza massima di 12,25 metri, ha tre campate con una luce massima di 49 metri.  La struttura è in cemento armato. Due spalle posticce sottolineano il raccordo con il muretto perimetrale del fiume attraverso quattro cassoni in cemento ricoperti da pietre.

## Storia
In epoca fascista erano previste varie opere pubbliche per la città di Pisa: di queste però solo il ponte di collegamento tra la stazione e il Politeama fu effettivamente costruito, nel luogo dell'attuale ponte della Vittoria.
La costruzione fu completata nel 1931, ma crollò la sera del 22 dicembre 1931, ancora prima di essere inaugurato. La causa del crollo va ricondotta ai "fasti della romanità" richiesti dall'architettura fascista del tempo. L'eccessivo carico dovuto alla presenza di statue e marmo in genere fu infatti la causa del crollo.
Ricostruito anni più tardi e distrutto durante la seconda guerra mondiale, fu prontamente ricostruito dalla Sogene tra il febbraio 1949 e il marzo 1950, su commissione del Ministero dei lavori pubblici.